# Carbonne
Carbonne – miejscowość i gmina we Francji, w regionie Oksytania, w departamencie Górna Garonna.
Według danych na rok 1990 gminę zamieszkiwało 3795 osób, a gęstość zaludnienia wynosiła 143 osób/km² (wśród 3020 gmin regionu Midi-Pireneje Carbonne plasuje się na 82. miejscu pod względem liczby ludności, natomiast pod względem powierzchni na miejscu 373.).